# Distrito de Banská Štiavnica
El distrito de Banská Štiavnica (en eslovaco: Okres Banská Štiavnica) es una unidad administrativa (okres) de Eslovaquia Central, situado en la región de Banská Bystrica, con 17.092 habitantes (en 2003) y una superficie de 278 km².

## Demografía
| Año        | 1994   | 2004    | 2014    | 2024    |
| ---------- | ------ | ------- | ------- | ------- |
| Población  | 17 028 | 17 046  | 16 367  | 15 350  |
| Diferencia |        | +0,10 % | −3,98 % | −6,21 % |

| Año        | 2023   | 2024    |
| ---------- | ------ | ------- |
| Población  | 15 407 | 15 350  |
| Diferencia |        | −0,36 % |

## Ciudades
- Banská Štiavnica (capital)

## Municipios (población año 2017)
- Baďan 183
- Banská Belá 1171
- Banský Studenec 472
- Beluj 119
- Dekýš 192
- Ilija 361
- Kozelník 166
- Močiar 159
- Počúvadlo 95
- Podhorie 326
- Prenčov 659
- Štiavnické Bane 828
- Svätý Anton 1192
- Vysoká 145